# Plochtchad Ilitcha (métro de Moscou)
Plochtchad Ilitcha (en russe : Пло́щадь Ильича́ et en anglais : Ploshchad Ilyicha) est une station de la ligne Kalininsko-Solntsevskaïa (ligne 8 jaune) du métro de Moscou, située sur le territoire de l'arrondissement Taganski dans le district administratif central de Moscou.

## Situation sur le réseau
Établie en souterrain, à 46 mètres sous le niveau du sol, la station Plochtchad Ilitcha est située au point 44+23 de la ligne Kalininsko-Solntsevskaïa (ligne 8 jaune), entre les stations Aviamotornaïa (en direction de Novokossino), et Marksistkaïa (en direction de Tretiakovskaïa).